# Rory Culkin
Rory Hugh Culkin (ur. 21 lipca 1989 w Nowym Jorku) – amerykański aktor, znany głównie z roli Morgana z filmu Znaki M. Nighta Shyamalana. Jest młodszym bratem Macaulaya i Kierana.

## Życiorys

### Wczesne lata
Urodził się w Nowym Jorku jako najmłodsze z siedmiorga dzieci Patricii Brentup i Christophera „Kita” Culkina. Ma czwórkę braci – Macaulaya (ur. 26 sierpnia 1980), Christiana (ur. 30 stycznia 1987), Kierana Kyle (ur. 30 września 1982), Shane’a (ur. 1976) oraz dwie siostry - Quinn (ur. 8 listopada 1984) i Dakotę (1979-2008). Każde z rodzeństwa próbowało sił w aktorstwie. Do bliskiej rodziny należy również ciotka Kierana, aktorka Bonnie Bedelia. Po rozstaniu rodziców, w 1995 razem z resztą rodzeństwa zamieszkał z matką.

### Kariera
Karierę aktorską zaczynał u boku swoich starszych braci – Macaulaya i Kierana, często występując jako młodsza wersja ich bohaterów. Po raz pierwszy pojawił na zdjęciu jako dziecko w filmie Synalek (1993), a potem wystąpił w roli młodego Richiego w komedii Richie milioner (tytułową postać grał jego brat Macaulay). W 2002 wcielił się w dziesięcioletniego Igby’ego w Ucieczce od życia, gdzie główną rolę grał jego brat Kieran.
Przełomowy dla Culkina okazał się występ w filmie Możesz na mnie liczyć, w którym zagrał razem z Laurą Linney. Rola Rudy’ego Prescotta przyniosła mu nie tylko dużą sławę, ale również nagrodę Young Artist Award i nominację do nagrody Independent Spirit. Od tego czasu zaczął pojawiać się w licznych filmach, z których najsłynniejszym były Znaki z Melem Gibsonem i Joaquinem Phoenixem w rolach głównych. Jako nastolatek zaczął grywać w bardziej niezależnych produkcjach, takich jak: Miłego dnia i Dolina iluzji.
W 2004 za rolę w filmie Mean Creek, razem z całą młodzieżową obsadą otrzymał nagrodę Independent Spirit. Gościnnie pojawiał się także w serialach: Prawo i bezprawie, Zawód glina i The Twilight Zone. W maju 2010 r. ogłoszono, że dołączył do obsady filmu Krzyk 4, który swoją premierę miał 15 kwietnia 2011.

## Filmografia

### Filmy fabularne
- 1993: Synalek (The Good Son) jako Richard Evans (na zdjęciu)
- 1994: Richie milioner (Ri¢hie Ri¢h) jako młody Richie
- 2000: Możesz na mnie liczyć (You Can Count on Me) jako Rudy Prescott
- 2001: Poza sezonem (Off Season) jako Jackson Mayhew
- 2002: Znaki (Signs) jako Morgan Hess
- 2002: Ucieczka od życia (Igby Goes Down) jako 10-letni Igby
- 2003: Wszystko w rodzinie (It Runs in the Family) jako Eli Gromberg
- 2004: Mean Creek jako Sam Merrick
- 2005: Zodiak (The Zodiac) jako Johnny Parish
- 2005: Dolina iluzji (Down in the Valley) jako Lonnie
- 2005: Miłego dnia (The Chumscrubber) jako Charlie Stiffle
- 2006: Nocny słuchacz (The Night Listener) jako Pete Lomax
- 2008: Sezon na kleszcza (Lymelife) jako Scott Bartlett
- 2008: W pogoni za idolem (Chasing 3000) jako Roger
- 2010: Odlot (Twelve) jako Chris
- 2011: Krzyk 4 (Scream 4) jako Charlie Walker
- 2011: Prowincjuszka (Hick) jako Clement
- 2012: Elektryczne dzieci (Electrick Children) jako Clyde
- 2014: Gabriel (Gabriel) jako Gabriel
- 2015: Mroczna tajemnica (Intruders) jako Dan Cooper
- 2016: Obłęd Jacka (Jack Goes Home) jako Jack
- 2016: Witamy w Willits (Welcome to Willits) jako Possum
- 2017: Columbus (Columbus) jako Gabriel
- 2017: Pieśń jeziora Sway (The Song of Sway Lake) jako Ollie
- 2017: Pułapka (Bullet Head) jako Gage
- 2018: Władcy chaosu (Lords of Chaos) jako Euronymous
- 2020: Materna (Materna) jako Gabe
- 2021: Grzesznica (The Last Thing Mary Saw) jako intruz
- 2024: 5lbs of Pressure jako Mike

### Seriale TV
- 2001: Off Season jako Jackson Mayhew
- 2002: Strefa mroku (The Twilight Zone) jako Craig Hansen (gościnnie)
- 2001–2002: Zawód glina (The Job) jako Davey McNeil (gościnnie)
- 2003: Prawo i porządek: sekcja specjalna (Law & Order: Special Victims Unit) jako Joe Blaine
- 2017: Sneaky Pete jako Gavin
- 2018: Castle Rock jako Willie